# دیو بروتون (بازیکن فوتبال)
دیو بروتون (انگلیسی: Dave Bruton؛ زادهٔ ۳۱ اکتبر ۱۹۵۲) بازیکن فوتبال اهل بریتانیا است.
از باشگاه‌هایی که در آن بازی کرده‌است می‌توان به باشگاه فوتبال گلاستر سیتی، باشگاه فوتبال بریستول سیتی، باشگاه فوتبال سوانزی سیتی، و باشگاه فوتبال نیوپورت کانتی اشاره کرد.